# HD 103101
HD 103101，又名CP-56 4836，SAO 239443、HR 4551，是一颗恒星，视星等为5.57，位于銀經294.89，銀緯4.96，其B1900.0坐标为赤經11h 47m 13.3s，赤緯-56° 4.96′ 56″。